# Plistonax rafaeli
Plistonax rafaeli är en skalbaggsart som beskrevs av Martins och Maria Helena M. Galileo 2006. Plistonax rafaeli ingår i släktet Plistonax och familjen långhorningar. Inga underarter finns listade i Catalogue of Life.